# Apparizione dei santi Faustino e Giovita in difesa di Brescia
L'Apparizione dei santi Faustino e Giovita in difesa di Brescia è un dipinto a olio su tela (230x275 cm) di Grazio Cossali, datato 1603 e conservato nella chiesa dei Santi Faustino e Giovita di Brescia, sulla controfacciata della navata destra.

## Storia
Il dipinto, firmato e datato, fu probabilmente concepito come ex voto civico, anche se differito nel tempo, ai santi Faustino e Giovita in memoria della miracolosa apparizione che, secondo la leggenda, avrebbe messo in fuga Nicolò Piccinino e le sue truppe assedianti Brescia nel 1438.
La tela è ricordata da tutti i cronisti antichi, a partire da Francesco Paglia nella seconda metà del Seicento, appesa sopra la porta d'ingresso dell'oratorio della chiesa dei Santi Faustino e Giovita, ricevendo sempre grandi ovazioni. L'ultimo a ricordare l'opera in questa posizione è Giovanni Battista Carboni nel 1760, dopodiché, con la soppressione dell'oratorio avvenuta nel 1797, viene rimossa e trasferita all'interno della chiesa. L'oratorio stesso finirà abbattuto nel 1927 per allargare la via e far posto alla linea del tram, precludendo la possibilità di ricostruire l'originaria collocazione.
Il dipinto si trova ancora oggi appeso sulla controfacciata della navata destra, accanto all'altare della Santa Croce. L'esposizione dell'opera all'esterno della chiesa è comunque rinnovata ogni anno in occasione della festa patronale, il 15 febbraio, ma ad essere esposta è solamente una copia.

## Descrizione
L'opera raffigura l'apparizione dei due santi patroni sugli spalti del Roverotto, il settore nord-est dell'antica cinta muraria, durante il duro assedio del 1438 da parte delle truppe di Nicolò Piccinino, assoldate dal ducato di Milano per riconquistare Brescia da poco entrata nei domini della repubblica di Venezia.
Il condottiero è dipinto in primo piano, su un cavallo marrone impennato, fissato nell'atto di levarsi l'elmo. Accanto e quest'ultimo vi è un altro condottiero, rivolto di spalle su un grande cavallo bianco, che indica al Piccinino i due patroni apparsi sugli spalti tra raggi luminosi. I santi Faustino e Giovita recano la veste da legionario, secondo la nuova iconografia diffusasi dopo l'evento miracoloso in quanto calzante con la figura di difensori della città. Sulla linea principale diagonale tra il cavallo bianco e i patroni si pone infine il colle Cidneo con arroccato in cima il castello di Brescia. Diametralmente opposto si vede il versante del monte Maddalena.
A contorno della scena principale sono disposte decine e decine di cavalieri, picchieri, macchine da guerra e moschettieri, che completano lo scenario di battaglia.

## Stile
Il dipinto, come detto, ha ricevuto le migliori ovazioni dalla maggior parte della critica antica: Francesco Paglia lo dice "opera in ver ben colorita, con forza e dissegno delle più faticate da Gratio Cosali", mentre secondo Francesco Maccarinelli "di nessun'altra Pittura si fa commemorazione in questo luogo, che di quella sola, che vedesi nicchiata sopra la porta di questo Oratorio lavorata da Grazio Cossali".
Il primo commento negativo arriva da Paolo Brognoli nel 1826 il quale, ragionando pienamente nella cultura della sua epoca, non gli sembra "acconcio lo esporre in chiesa un fatto che dalla ragionatrice critica viene contrastato", cioè l'apparizione dei due patroni al Roverotto. A suo parere, inoltre, tutta la costruzione della scena pecca di iperbolismo e innaturalezza, risultando inefficace nella narrazione. Il dipinto, effettivamente, non manca di sproporzioni, concepito nell'enfasi compositiva di accentuato manierismo tipico del Cossali. L'inefficacia narrativa avvertita dal Brognoli è comunque da escludere e certo dovette ottenere i risultati prefissati sulla popolazione cittadina, che lo ammirò quotidianamente per quasi duecento anni. Un certo ricordo è avvertibile anche nell'Intervento dei santi patroni in difesa di Brescia assediata da Nicolò Piccinino, affresco del 1754-55 di Giandomenico Tiepolo nel presbiterio della chiesa.
L'opera, se paragonata ad altre grandi imprese pittoriche che costellarono l'intera carriera del Cossali come l'Apparizione della Croce a Costantino per il Duomo vecchio, rafforza la convinzione che i temi di grande movimento e concentrazione di masse siano del tutto congeniali al pittore il quale, sebbene spesso si abbandoni a motivi teatrali o spettacolari, riesce sempre a rendere una certa suggestione epico-documentaristica. Qui come in altre opere, fra cui la citata Apparizione del Duomo vecchio, sono rilevabili influssi dal Tintoretto e, in particolare, dai Fasti di Federico II di Mantova, certamente studiati dal Cossali nella sua ottica professionale data la facile accessibilità di cui godevano.
A ciò si accompagna un eclettismo a lui consueto, fondendo nell'opera una lunga serie di riferimenti artistici: si sforza di conferire concretezza somatica e psicologica al ritratto del Piccinino, dispone musici sotto forma di maschere popolane nell'angolo in basso a destra, traspone dal Romanino cavalieri armati affiancandoli a figure del colto manierismo di Giulio Campi, utilizza lo scattante cavallo bianco dell'aiutante di Piccinino come cuneo di penetrazione parallelo al cannone a fianco e organizza lo spazio stipandolo di gruppi schierati di ogni tipo di guerriero, attingendo al repertorio stereotipo, non privo di anacronismi, presente nelle diffusissime raffigurazioni di battaglie che circolavano all'epoca, tutte discendenti dalla straordinaria Battaglia di Alessandro e Dario a Isso di Albrecht Altdorfer.

## La fortuna successiva
La fortuna critica della scena del Cossali, che ancora oggi è in assoluto la più nota sul tema, utilizzata per rappresentare e simboleggiare il miracolo del 1438, è certamente dovuta alla sua esposizione permanente che ebbe in passato sul muro dell'oratorio a fianco della chiesa, radicandosi così nell'immaginario collettivo della popolazione.